# Man in the Mirror
Man in the Mirror – wydany w 1988 singel z albumu Michaela Jacksona zatytułowanego Bad z 1987 roku.
Był to kolejny singel, który dotarł do miejsca pierwszego. Znajdował się przez dwa tygodnie na liście Billboard Hot 100 i został nominowany do statuetki Grammy w kategorii Record of the Year (Nagranie Roku). Na gali wręczenia nagród Jackson wykonał ten utwór oraz „The Way You Make Me Feel”.

## Informacje o utworze
Utwór został napisany przez duet Glena Ballarda i Siedah Garrett (Garret śpiewa wokale w tle, śpiewa także główny wokal żeński w utworze „I Just Can't Stop Loving You”). Udział w nagraniu wziął też chór Andrae Crouch Choir, który nadarł utworowi patetyczny wydźwięk.
Oprócz wykonania podczas ceremonii wręczenia nagród Grammy w 1988 roku, „Man in the Mirror” było wykonywane przez drugi etap Bad World Tour, a także regularnie przez całą trasę Dangerous World Tour. 16 lipca 1996 Jackson wykonał utwór na koncercie w Brunei.
"Man in the Mirror” jest stałym gościem wszelkich składanek z największymi przebojami artysty, jednak nie znalazło się w boksie „Visionary: The Video Singles”.
Teledysk do piosenki nie zawiera żadnych nowych ujęć Michaela Jacksona tańczącego na scenie. Ukazane są w nim obrazy przemocy, zwieńczone eksplozją bomby atomowej, natomiast druga część wyraża więcej nadziei na pokój na świecie. Oto lista niektórych ujęć użytych w teledysku:
- Próbny wybuch bomby atomowej w ramach operacji Crossroads z 1946 roku
- Akcja ratunkowa Jessiki McClure
- Martin Luther King
- Pogrzeb prezydenta USA Johna F. Kennedy’ego.
- Robert F. Kennedy
- Klęska głodu w Etiopii w 1984
- Południowoafrykański marsz dla Nelsona Mandeli
- Mahatma Gandhi
- Live Aid
- Matka Teresa z Kalkuty
- Lech Wałęsa
- Adolf Hitler
- Ronald Reagan
- Willie Nelson
- Bob Geldof
- Biskup Desmond Tutu
- Jackie Kennedy
- Coretta Scott King
- Farm Aid
- John Lennon i Yoko Ono
- Jimmy Carter
- Ku Klux Klan

## Pozycje na listach
"Man In The Mirror” to czwarty singel z albumu, który dotarł do miejsca pierwszego w Stanach Zjednoczonych. Zadebiutował 6 lutego 1988 roku na miejscu 48, docierając po ośmiu tygodniach na miejsce pierwsze 26 marca 1988 roku, gdzie znajdował się przez dwa tygodnie.

## Lista utworów
1. „Man In The Mirror” (7" Version) – 4:55
2. „Man In The Mirror” (Album Mix) – 5:17
3. „Man In The Mirror” (Instrumental) – 4:55

## Informacje szczegółowe
- Słowa i muzyka: Siedah Garrett and Glen Ballard
- Wokale: Michael Jackson i Siedah Garrett oraz Andrae Crouch Choir
- Gitara: Dan Huff
- Instrumenty klawiszowe: Greg Phillinganes
- Syntezatory: Glen Ballard i Randy Kerber
- Wokale w tle: Siedah Garrett, Carvin, Marvin, Michael i Ronald Winanowie oraz The Andrae Crouch Choir: Sandra Crouch, Maxi Anderson, Rose Banks, Geary Faggett, Vonciele Faggett, Andrew Gouche, Linda Green, Francine Howard, Jean Johnson, Perry Morgan i Alfie Silas
- Aranżacja rytmiczna: Glen Ballard i Quincy Jones
- Aranżacja syntezatorów: Glen Ballard, Quincy Jones i Jerry Hey
- Aranżacja wokalna: Andrae Crouch